# Susanne Rottenbacher

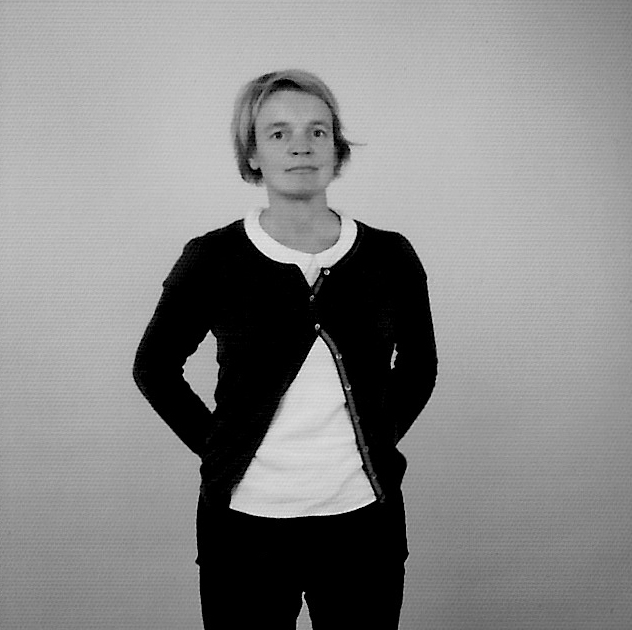
Susanne Rottenbacher in ihrem Atelier (2013)

Susanne Rottenbacher (* 11. Juli 1969 in Göttingen) ist eine deutsche Künstlerin, die mit den Medien Licht, Farbe und Installation arbeitet.

## Leben und Werk

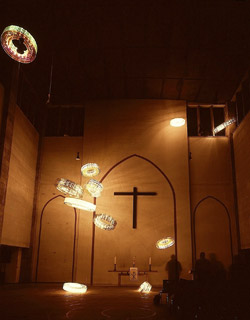
Einzelausstellung "Freiheit!", 2012, Christuskirche, Köln

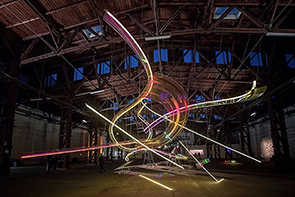
Installation "Disassembly". Museum of Now, Berlin, 2019

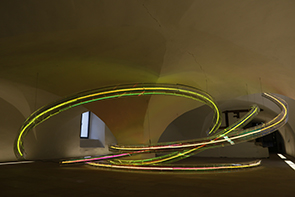
Installation "Colours in disorder", DA Kunsthaus Kloster Gravenhorst, 2019

Susanne Rottenbacher studierte von 1988 bis 1991 in New York an der Columbia University Bühnenraum (B.A.) und absolvierte danach (1991–1992) ein Studium in Licht (MSc) an der Bartlett School of Architecture and Planning in London. Sie arbeitete als Bühnenbildnerin an der Deutschen Oper Berlin und als Lichtbildnerin für das Büro „LichtKunstLicht“. In diesem Kontext konzipierte sie unter anderem das Licht-Design des Bundeskanzleramtes und der Regierungsneubauten. Seit 2007 ist sie als freie Lichtkünstlerin tätig. Susanne Rottenbacher schafft raumgreifende Installationen aus skulpturalen Elementen, die sich am besten als Licht-Farbkörper beschreiben lassen. Ihre Skulpturen sind von großer Leichtigkeit und Transparenz geprägt und verändern sich im Dialog mit dem Umgebungsraum und Tageszeiten. Sie durchdringen den sie umgebenden Raum wie dreidimensionale Zeichnungen und interpretieren ihn dadurch neu. Die organisch geschwungenen Formen scheinen in dynamischer Bewegung begriffen und gleichzeitig wie in einer Explosion erstarrt.

## Auszeichnungen
- 2004: GE Edison Award of Excellence (Lichtplanung Marie-Elisabeth-Lüders-Haus, Bundestag, Berlin)
- 2005: IIDA Award of Merit, IESNA (Lichtplanung Marie-Elisabeth-Lüders-Haus, Bundestag, Berlin)
- 2013: 1. Preis, Kunst am Bau C.O.R. Düsseldorf, Installation "Gustaf"
- 2016: Artist in Residence, Centre of Contemporary Art, CCA, Andratx Mallorca
- 2018 1. Platz KAB Wettbewerb Vorstandsbereich "Hauptsitz Evangelische Bank eG", Kassel
- 2022 Shortlist Nominierung: Kunst-am-Bau-Wettbewerb Erweiterung Bundeskanzleramt, Berlin

## Ausstellungen (Auswahl)
- 2007: LICHTBERLIN, Parcours Großer Tiergarten Berlin, Gruppenausstellung
- 2008: „Berlin im Licht“, Märkisches Museum, Berlin, Gruppenausstellung
- 2010: Lichtparcours Braunschweig 2010, Gruppenausstellung
- 2011: "MAX", Max-Planck-Institut, Berlin, Einzelausstellung
- 2012: "Freiheit", Christuskirche Köln, Art Cologne, Einzelausstellung
- 2013: TINA B., The Prague Contemporary Art Festival, GASK gallery (Czech Museum of Fine Arts)
- 2014: "Scheinwerfer, Lichtkunst in Deutschland im 21. Jahrhundert", Kunstmuseum Celle
- 2014: Art Dubai, Salsali Private Museum, Dubai
- 2015: The Looking Glass Room`s Exploding Inevitable - 11m2, Berlin, Einzelausstellung
- 2015: German Cool - SPM Salsali Private Museum, Dubai, Gruppenausstellung
- 2016: "Unpainted LAB 3.0. (Nate Hitchcock)", Kesselhalle München, Gruppenausstellung
- 2017: "Signal, Lichtkunst aus der Sammlung Robert Simon", Kunstmuseum Celle,
- 2017: La Biennale di Venezia, Gruppenausstellung "Body and Soul", Palazzo Pisani, UNPAINTED art fair
- 2017: "Disassembly", BOX Freiraum, Berlin, Einzelausstellung
- 2018: Haus am Waldsee im Bikini Berlin, "The Twist 01", Einzelausstellung
- 2018: "Border Matters", Kunsthalle 1, Centre of Contemporary Art, CCA Andratx Mallorca, Gruppenausstellung
- 2018: "Commedia della Luce", Gallery SER, CCA Andratx Mallorca, Einzelausstellung
- 2019 „Museum of Now“, Berlin Art Society, Berlin, Gruppenausstellung
- 2019 „Winterlicht“, DA Kunsthaus Kloster Gravenhorst, Einzelausstellung
- 2020 „PArt-Producers Art Platform“, Rene Spiegelberger Stiftung, Hamburg, Gruppenausstellung (digital)
- 2020 „In einem anderen Licht“, Kunsthaus Dahlem Berlin, Einzelausstellung
- 2021 "Im Schein der Sterne", Museum Starnberger See, Gruppenausstellung
- 2022: Susanne Rottenbacher. Jupiter und Io 2.0, Martina Kaiser. Cologne Contemporary Art, Köln
- 2022 "In Love With Tomorrow", Einzelausstellung Swarovski Kristallwelten Wien
- 2023 "Berlin-Seoul", Gruppenausstellung, Bermel von Luxburg Gallery in cooperation CHOI&CHOI Gallery SEOUL, Korea
- 2024 "Licht Ohne Grenzen", Das Kleine Museum - Kultur auf der Peunt, Weissenstadt
- 2025 Spark Art Fair Vienna, Solo-Präsentation

## Sammlung
- Elephan Art Collection, Switzerland,
- Collection Manish Maker, Maker Maxity, Mumbai, India
- Collection Salsali Private Museum, Dubai,
- Sammlung Yvonne und Oliver Borrmann, Berlin,
- Sammlung Haus am Waldsee, Berlin,
- Sammlung Ingrid und Thomas Jochheim, Berlin/Recklinghausen
- Sammlung Kunstmuseum Celle, Celle,
- Sammlung Stiftung Kunstforum Berliner Volksbank,
- Sammlung Swarovski für Gegenwartskunst, Innsbruck,
- Sammlung Wemhöner,